# Wendy Fitzwilliam
Wendy Marcelle Fitzwilliam (Diego Martin, 4 de outubro de 1972) é uma rainha da beleza de  Trinidad e Tobago e Miss Universo 1998, a segunda negra a vencer este concurso internacional. Ela foi eleita em 12 de maio daquele ano em Honolulu, Havaí, derrotando candidatas de outros 80 países.
Nasceu e foi criada na cidade de Diego Martin e formou-se como advogada em 1996, na Universidade das Índias Ocidentais, universidade pública que existe em dezoito países e territórios do Caribe, entre eles Trinidad e Tobago. Aos 25 anos disputou e conquistou o título de Miss Universo, surpreendendo a todos e derrotando a grande favorita a Miss Venezuela Veruska Ramírez, que havia ganhado a parte de desfile em trajes de banho com a maior pontuação já vista até então neste concurso e tinha ido muito bem na pergunta final.
No desfile de traje de noite, entretanto, Fitzwilliam fez aquele que seria descrito pela imprensa especializada como "a mais marcante performance da história do concurso" e acabou vencendo. Foi a primeira na história a vencer o Miss Universo usando um biquíni no desfile de trajes de banho e conquistou a coroa 21 anos depois de sua compatriota, Janelle Commissiong, que foi a primeira negra a conquistar a coroa de Miss Universo em 1977.
Durante seu reinado, ela foi homenageada pela Organização das Nações Unidas com o título de Embaixadora da Boa Vontade, pois foi a primeira Miss Universo a trabalhar na conscientização e educação sobre o vírus da AIDS. Sua dedicação a esta causa, que extrapolou suas funções como Miss Universo, a levou a criar a Fundação Hibiscus (THF), em Trinidad e Tobago, no dia 6 de setembro de 1998. Esta organização foi criada para aumentar a conscientização sobre a doença em seu país e dar assistência financeira e por outros meios a orfanatos em Trinidad.
Em tempos recentes, Wendy foi vice-presidente de Promoção e Investimentos da Evolving TecKnologies and Enterprise Development Company Limited (E TecK), uma companhia estatal do país. Em 2013, ela e toda a diretoria da empresa foram processados pela procuradoria-geral de Trinidad por sonegação aos investidores públicos da companhia de informações sobre investimentos mal sucedidos feitos pela E Teck numa empresa chinesa.